# WHUXGA
WHUXGA es la abreviación de Wide Hexadecatuple Ultra Extended Graphics Array, un estándar de pantalla que puede soportar una resolución máxima de 7680 × 4800 pixeles, con una relación de aspecto de 16:10. Una imagen de WHUXGA consta de 36.864.000 píxeles (36,864 megapíxeles).
Un monitor de 7680 × 4320 podría considerarse también como un WHUXGA. UHDV vídeo requiere una pantalla de resolución similar para mostrar correctamente el contenido UHDV, que es 16 veces (4 veces el ancho por 4 veces el alto) la resolución de 1080p "Full HD".